# NGC 2019
NGC 2019 是山案座大麦哲伦星系中的的一個球狀星團。该星团于1826年9月24日由天文学家詹姆士·敦洛普所发现。这一发现后来被记录在《新总目录》（NGC天體表）中。